# Волчин
Волчин (пол. Wołczyn, нім. Konstadt) — місто в південно-західній Польщі, на Сілезький низовині.
Належить до Ключборського повіту Опольського воєводства.

## Демографія
Демографічна структура станом на 31 березня 2011 року:
|          | Загалом | Допрацездатний вік | Працездатний вік | Постпрацездатний вік |
| -------- | ------- | ------------------ | ---------------- | -------------------- |
| Чоловіки | 2973    | 557                | 2117             | 299                  |
| Жінки    | 3146    | 532                | 1863             | 751                  |
| Разом    | 6119    | 1089               | 3980             | 1050                 |